# Fabriqué en France
Pour les articles homonymes, voir Made in France (homonymie).

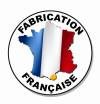

« Fabriqué en France », ou « Made in France » en anglais, est une mention apposée sur des produits manufacturés pour renseigner le consommateur sur le lieu de fabrication, la France. On rencontre parfois la mention alternative « fabrication française ». Cette appellation répond à un effet de mode où les produits français dits « made in France » sont de plus en plus demandés alors que la production industrielle française ralentit. En 2019, 59 % des Français estiment que le pays de fabrication est un critère de choix important au moment d’acheter un produit ou un service. Ce marché attire aussi les capitaux étrangers et les marchés étrangers. En effet le MIF est souvent interprété par les étrangers comme « un gage de qualité », « une image de marque », « un savoir faire », le « raffinement à la française ». Certains secteurs du savoir-faire français, notamment le luxe et la gastronomie, sont aujourd’hui reconnus mondialement.

## Dispositifs légaux
Il n'existe pas d'obligation générale de préciser l'origine des produits mis en vente sur le territoire français.
Plusieurs textes interdisent, et sanctionnent comme fraude, l'apposition d'indications d'origine inexactes :
- l'article 39 du code des douanes[5] interdit l'importation de produits étrangers[6] qui porte « une indication quelconque de nature à faire croire qu'ils ont été fabriqués en France ou qu'ils sont d'origine française » ; si une telle indication est présente elle doit être supprimée ou corrigée pour que l'importation soit autorisée ;
- l'article L121-1 du code de la consommation[5] définit la pratique commerciale trompeuse comme, notamment, les « allégations, indications ou présentations de nature à induire en erreur et portant sur (...) son origine » ; cette infraction est punie (article L121-6) d'un emprisonnement maximal de deux ans et d'une amende maximale de 37 500 euros qui peut être portée à 50 % des dépenses de la pratique constituant l'infraction ;
- l'article L213-1 du code de la consommation[5] punit la tromperie sur l'origine et la pratique commerciale trompeuse d'un emprisonnement maximal de 2 ans et d'une amende maximale de 37 500 euros ;
- l'article L217-6 du code de la consommation[5] punit des mêmes peines l'apposition sur des produits d'une « indication quelconque de nature à faire croire, s'ils sont étrangers, qu'ils ont été fabriqués en France ou qu'ils sont d'origine française et, dans tous les cas, qu'ils ont une origine différente de leur véritable origine française ou étrangère ».

L'article 39 du code des douanes permet aux services de la douane de vérifier l'exactitude des indications d'origine lors de l'importation des produits, tandis que les textes du code de la consommation permettent à la DGCCRF de procéder aux mêmes contrôles une fois les produits mis en circulation sur le marché français.
Avec la délocalisation des productions dans les pays à bas coûts et le développement de la division internationale du travail, il est de plus en plus difficile d'établir une provenance unique pour un produit industriel complexe. En effet, celui-ci peut n'être que assemblé en France, voire simplement conditionné en France. Pour déterminer le pays d'origine de ces produits la douane et la DGCCRF appliquent les critères développés par le droit communautaire pour l'attribution des certificats d'origine.
Ainsi, aux termes de l'article 24 du code des douanes communautaires : « Une marchandise dans la production de laquelle sont intervenus deux ou plusieurs pays, est originaire du pays où a eu lieu la dernière transformation ou ouvraison substantielle, économiquement justifiée, effectuée dans une entreprise équipée à cet effet et ayant abouti à la fabrication d'un produit nouveau ou représentant un stade de fabrication important. »
La notion de transformation ou ouvraison substantielle est explicitée par les articles 35 et suivants du règlement fixant les dispositions d'application du code des douanes communautaire (DAC) et par les annexes 9 à 11 de ce règlement. Ces textes contiennent notamment des listes de produits pour lesquels les critères d'appréciation du pays d'origine sont très précis. Pour les produits non listés, les critères d'appréciation sont définis plus généralement :
- pour les produits textiles non listés : la transformation ou ouvraison substantielle doit constituer une « transformation complète » (article 36 des DAC) c'est-à-dire des "transformations qui ont pour effet de ranger les produits obtenus sous une position de la nomenclature combinée autre" que celle des matières utilisées dans la fabrication du produit (article 36 des DAC) ;
- pour les produits non textiles non listés : l'annexe 9 (note 5) indique que « la détermination de l'origine doit être effectuée en appréciant, cas par cas, chaque opération de transformation ou d'ouvraison au regard du concept de dernière transformation ou ouvraison substantielle tel qu'il est défini par l'article 24 du code » des douanes communautaire.

Quelques exemples de critères pour les produits listés :
- produits textiles en coton : « fabrication à partir de coton brut dont la valeur n'excède pas 50 % du prix départ usine » (autrement dit pour que le produit porte la mention « Made in France » ou une mention synonyme, le coût de la fabrication réalisée en France doit correspondre à au moins 50 % du prix au départ de l'usine ;
- vêtements et accessoires du vêtement en bonneterie : « confection complète »[11] (annexe 10) ;
- viande : « Abattage précédé d'une période d'engraissement d'au moins » 3 mois pour les animaux de l'espèce bovine, deux mois pour les animaux de l'espèce porcine ou ovine (annexe 11) ;
- chaussure : « fabrication à partir de matière de toute position, à l'exclusion des assemblages formés de dessus de chaussures fixés aux semelles premières (…) » (annexe 11) ;
- vaisselle en matière céramique décorée (vaisselle d'ornementation) : « Décoration (...) pour autant que cette décoration entraîne le classement des marchandises obtenues dans une position autre que celle couvrant les matières utilisées » (annexe 11) ;
- appareils récepteurs de télévision : « Fabrication dans le cas où la valeur acquise du fait des opérations de montage et, éventuellement, de l'incorporation de pièces originaires représente au moins 45 % du prix départ usine des appareils » (annexe 11).

## Utilisation politique
Le soutien à la production française par des partis ou personnalités politiques est intervenu de nombreuses fois dans la vie politique, notamment lors des campagnes électorales. Georges Marchais, candidat du Parti communiste en 1981, avait fait du « Produisons français » son slogan. Membre du Parti communiste également, Pierre Juquin est l'auteur de Produire Français : Le grand défi, publié en 1983. Ce livre, de même que les prises de position de Georges Marchais, témoignent de la précocité des préoccupations pour la production locale et française du Parti Communiste. Ce thème politique a ensuite été repris dans les années 1990 par le Front national, avant de faire l’objet de la campagne de François Bayrou pour l'élection présidentielle de 2012. Par la suite, Arnaud Montebourg a fait du « made in France » son cheval de bataille en tant que ministre du Redressement productif.

## Arguments favorables et objections
La consommation de produits made in France depuis le territoire constitue dans la plupart des cas (hors échanges entre les DOM-TOM et la France métropolitaine) une forme de localisme. À ce titre, le « fabriqué en France » présente donc des intérêts identiques (développement de l’économie locale, empreinte écologique réduite) mais est aussi imputable des mêmes critiques. La doctrine soutenant consommation de produits fabriqués en France se distingue toutefois du localisme par l’introduction de la notion de limites frontalières. Le soutien de l’emploi en France, une qualité supérieure des produits, des normes sociales et environnementales plus strictes que dans la plupart du reste du monde, sont invoqués par les défenseurs du produire en France. D’après Robert Rochefort, le seul basculement d’un achat sur dix d’un produit fabriqué à l’étranger vers un produit fabriqué en France suffirait à réduire le déficit commercial extérieur de la France de moitié.
Des critiques dénoncent le manque de transparence sur la fabrication des produits, certains pouvant être perçus comme totalement made in France alors que de nombreux composants proviennent d’autres pays. D’autre part, cette doctrine est perçue comme un repli sur soi, et subit les objections généralement adressées au protectionnisme.

## Structures répertoriant et soutenant les entreprises fabricant en France
Il existe plusieurs moyens de référencement des produits fabriqués France, notamment le moteur de recherche de produits fabriqués en France ou des annuaires répertoriant des entreprises fabricant en France ou leurs produits spécifiquement fabriqués sur le territoire national.
- La mention « Origine France Garantie » est une marque déposée gérée par l’association Pro France. Elle est attribuée par celle-ci, après une procédure d'agrément onéreuse, aux produits ou catégories de produits respectant des critères plus stricts que la mention « Fabriqué en France » attribuée par la douane française[réf. souhaitée]. Cette mention n'est pas un label officiel français.
- Le guide en ligne marques-de-france.fr qui recense les marques qui fabriquent en France et détaille tous leurs lieux de fabrication[15].
- La mention « Haute Technologie Made in France », décernée par la Fédération de haute technologie française, est quant à lui spécialisé dans les entreprises de hautes technologies, et permet de garantir l'origine française des produits et services des sociétés de ce domaine. Cette mention n'est pas un label officiel français[réf. souhaitée].
- Le site lesitedumadeinfrance.fr, lancé en septembre 2021, référence plus de 40 000 produits fabriqués en France[16]
- France Industrie propose depuis 2021 un logo « fabriqué en France », valable uniquement pour des produits respectant la réglementation du « Made in France » (produits dont l’origine non préférentielle est française au sens du Code des douanes de l’Union européenne[17] à savoir avec une dernière transformation substantielle réalisée en France.). Ce label soutient la réindustrialisation, la préservation des emplois locaux et la réduction de l'empreinte carbone, tout en respectant les normes européennes.

## Salon dédié au Fabriqué en France (MIF Expo)
Le salon MIF Expo (Made in France Expo) est créé en 2012 par Fabienne Delahaye et se tient chaque année au Parc des expositions de Paris Expo Porte de Versailles à Paris. C'est un salon Grand Public qui permet aux visiteurs d'acheter des produits Made in France auprès de 1000 exposants.